# Daoud Soumain
Daoud Soumain (mort le 1er février 2008) était un chef d'État major tchadien. Il est le chef de commandement du contingent tchadien envoyé en 2003 en Centrafrique, lequel est consolidé par la suite par les troupes de président François Bozizé fraîchement arrivé au pouvoir. Plus tard promu chef d'État major, il est tué à la bataille de Massaguet , pendant la guerre au Tchad.